# Liste d'héroïnes et de méchants d'action
 (mars 2024).
La mise en forme du texte ne suit pas les recommandations de Wikipédia : il faut le « wikifier ».
Les points d'amélioration suivants sont les cas les plus fréquents. Le détail des points à revoir est peut-être précisé sur la page de discussion.
- Les titres sont pré-formatés par le logiciel. Ils ne sont ni en capitales, ni en gras.
- Le texte ne doit pas être écrit en capitales (les noms de famille non plus), ni en gras, ni en italique, ni en « petit »…
- Le gras n'est utilisé que pour surligner le titre de l'article dans l'introduction, une seule fois.
- L'italique est rarement utilisé : mots en langue étrangère, titres d'œuvres, noms de bateaux, etc.
- Les citations ne sont pas en italique mais en corps de texte normal. Elles sont entourées par des guillemets français : « et ».
- Les listes à puces sont à éviter, des paragraphes rédigés étant largement préférés. Les tableaux sont à réserver à la présentation de données structurées (résultats, etc.).
- Les appels de note de bas de page (petits chiffres en exposant, introduits par l'outil «  Source ») sont à placer entre la fin de phrase et le point final[comme ça].
- Les liens internes (vers d'autres articles de Wikipédia) sont à choisir avec parcimonie. Créez des liens vers des articles approfondissant le sujet. Les termes génériques sans rapport avec le sujet sont à éviter, ainsi que les répétitions de liens vers un même terme.
- Les liens externes sont à placer uniquement dans une section « Liens externes », à la fin de l'article. Ces liens sont à choisir avec parcimonie suivant les règles définies. Si un lien sert de source à l'article, son insertion dans le texte est à faire par les notes de bas de page.
- La présentation des références doit suivre les conventions bibliographiques. Il est recommandé d'utiliser les modèles {{Ouvrage}}, {{Chapitre}}, {{Article}}, {{Lien web}} et/ou {{Bibliographie}}. Le mode d'édition visuel peut mettre en forme automatiquement les références.
- Insérer une infobox (cadre d'informations à droite) n'est pas obligatoire pour parachever la mise en page.

Pour une aide détaillée, merci de consulter Aide:Wikification.
Si vous pensez que ces points ont été résolus, vous pouvez retirer ce bandeau et améliorer la mise en forme d'un autre article.
 (mars 2024).

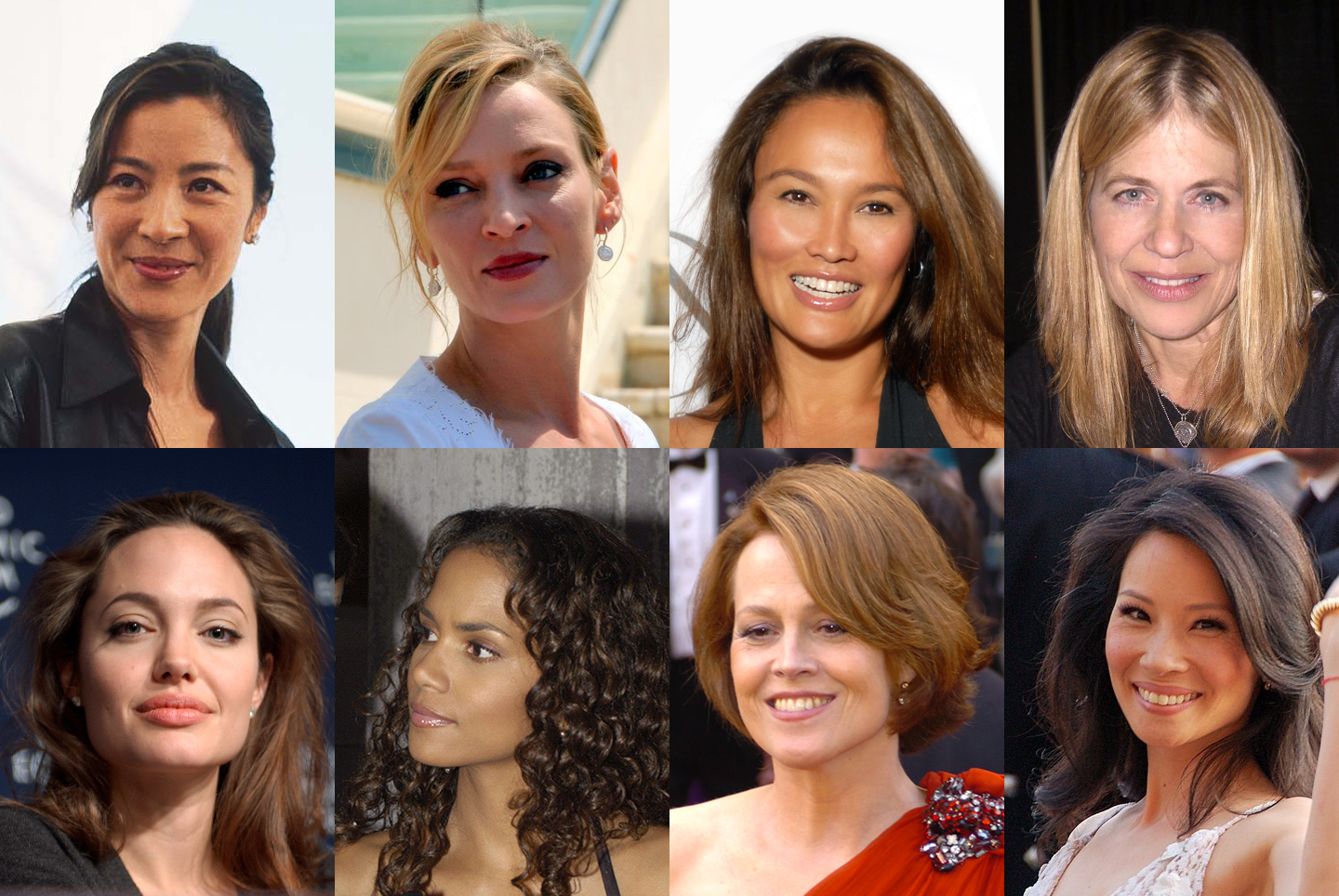
Un montage d'actrices qui ont joué des héroïnes d'action. En haut à gauche : Michelle Yeoh, Uma Thurman, Tia Carrere, Linda Hamilton, Angelina Jolie, Halle Berry, Sigourney Weaver et Lucy Liu.

Ce qui suit est une liste d'héroïnes et de méchantes d'action qui apparaissent dans des films d'action, des émissions de télévision, des bandes dessinées et de jeux vidéo et qui sont « jetées dans une série de défis exigeant des prouesses physiques, des combats prolongés, des cascades étendues et des poursuites effrénées ».
Elizabeth Abele suggère que « le principal agent des protagonistes féminines de l'action est leur capacité à exploiter toute la gamme des qualités masculines et féminines dans des combinaisons en constante évolution ».

## Films

### Films d'animation pour le cinéma
- Ahsoka Tano de Star Wars: The Clone Wars (2008)[3]
- Princesa Fiona de la série Shrek (2001-2010)[4],[5]. La reine Lillian et la fée marraine de Shrek 2 (2004), et Blanche-Neige, Cendrillon et la Belle au bois dormant de Shrek le troisième (2007)[6]
- Elastigirl et Violette de Les Indestructibles (2004)[7],[8]
- Iria de Iria: Zeiram the Animation (1995)[9]
- Judy Hopps de Zootopie (2016)
- Kay de Akira (1988)
- Kida et Helga Sinclair de Atlantide, l'empire perdu (2001)
- Mérida de Rebelle (2012)[10]
- Moana/Vaiana de Vaiana : La Légende du bout du monde (2016)[11]
- Motoko Kusanagi de Ghost in the Shell (1995–presente)[12]
- Fa Mulan de Mulan (1998) e Mulan 2 (2004)[13]
- Nausicaä de Nausicaä de la Vallée du Vent (1984)
- Raya de Raya and the Last Dragon (2020)
- Ryôko Kadoma de Midnight Eye Goku (1989)
- Sabine Wren de Star Wars Rebels (2008)[14]
- San de Princesse Mononoké (1997)
- Susan Murphy/Ginormica de Monstres contre Aliens (2009)
- Saya de Blood: The Last Vampire (2000)
- Saki Asamiya de Sukeban Deka (Animation vidéo originale) (1986–present)
- April O'Neil de TMNT : Les Tortues Ninja (2007)
- Liz Sherman de Hellboy : Le Sabre des tempêtes (2006), Hellboy : De sang et de fer (2007)
- Astrid Hofferson, Ruffnut Thorston et Valka de Dragons (film, 2010) (2010–present)
- Tigress et Viper de Kung Fu Panda (2008–present)

## Voir également
- Filles armées